# Le Tremblay
Le Tremblay är en kommun i departementet Maine-et-Loire i regionen Pays de la Loire i nordvästra Frankrike. Kommunen ligger i kantonen Pouancé som tillhör arrondissementet Segré. År 2018 hade Le Tremblay 373 invånare.

## Befolkningsutveckling
Antalet invånare i kommunen Le Tremblay
| Referens: INSEE |